# Vicente Beltrán Anglada
Vicente Beltrán Anglada (Badalona, 23 maggio 1915 – Barcellona, 30 settembre 1988) è stato uno scrittore, teosofo e conferenziere di temi esoterici spagnolo.
Impartì più di 400 conferenze tra gli anni 1974 e 1988, specialmente in Spagna e Argentina. Ha scritto oltre una dozzina di libri pubblicati in spagnolo, portoghese, francese e italiano. Attraverso i suoi libri illustrò temi di portata mistica come la Fratellanza Bianca, Shamballa, le Forze della Natura, il profondo concetto di «Iniziato spirituale» e sviluppò il tema dello Yoga del Cuore o Agni Yoga. Vicente Beltrán Anglada è, per molti, un autore che è stato capace di rendere comprensibili i concetti ampiamente discussi fino ad allora dalla Società Teosofica e dalla Lucis Trust (Scuola Arcana).

## Biografía
Vicente Beltrán Anglada nacque a Badalona (Spagna). Fin dall'infanzia avvertì un profondo interesse per gli aspetti trascendentali della vita, dimostrando uno spirito inquieto e intuitivo che lo motivò alla ricerca spirituale, costante in tutta la sua esistenza. Durante la Guerra civile spagnola fu prigioniero (1936-1939) e, a causa delle condizioni carcerarie disumane, arrivò al punto di rinunciare a ogni speranza. Secondo quanto egli stesso affermò, fu proprio in quel momento che il Maestro gli rivelò il piano spirituale a lui riservato, un proposito di vita da sviluppare, lentamente, negli anni. La fine della Guerra, tuttavia, non alleviò i suoi problemi, giacché i temi su cui era solito parlare e scrivere non erano ben visti durante l'epoca della dittatura spagnola.
Si sposò con Encarnación Zamora, dalla quale ebbe una figlia, Maribel Beltrán. Più tardi ebbe come compagna fisica e spirituale Leonor Tomás Vives che condivise con lui il suo forte impegno spirituale nella vita del discepolato. Dopo qualche tempo si trasferirono temporaneamente a Ginevra (Svizzera) dove Vicente Beltrán Anglada si affiliò alla Scuola Arcana, una scuola di insegnamento esoterico per il discepolato nella Nuova Era. Qui, Vicente Beltrán Anglada, coordinò la formazione per tutti i suoi studenti in Spagna.
Nelle sue conferenze e scritti dichiarò di essere un discepolo accettato in contatto cosciente con il suo Ashram: ritroviamo questi riferimenti ad esempio nel suo libro Le mie esperienze spirituali. Poiché durante la dittatura del Generale Franco non poteva pubblicare le sue idee spirituali in Spagna,  Vicente Beltrán Anglada iniziò a pubblicare le sue esperienze su diverse riviste come Akhenaton, Solar, Karma7 e nella rivista Conocimiento (inizialmente Sophia) di Buenos Aires. Alcuni degli articoli pubblicati su questa rivista – intitolati La luce dell'Ashram - furono la base per un il suo primo libro: La Gerarchia, gli Angeli Solari e l'Umanità (1974).
Dopo il ritorno della democrazia (1975), Vicente Beltrán Anglada iniziò a parlare pubblicamente in Spagna. Diede conferenze nelle principali città come Madrid, Barcellona, Valencia e Saragozza. Le sue conferenze regolari tenute a Barcellona furono pubblicate nel libro Conversazioni esoteriche (1980). Nel 1985 visitò l'Argentina dove Francisco Brualla, uno studioso degli insegnamenti del Maestro Tibetano, aveva parlato del Lavoro gerarchico fin dal 1937. Vicente Beltrán Anglada viaggiò molto in Argentina, per oltre due mesi, dando conferenze pubbliche a Buenos Aires, Rosario, Santa Fe, Corrientes, Misiones, Cordoba e altre importanti città.
Dopo essersi allontanato dalla Scuola Arcana decise di dedicare il resto della sua vita a ciò che aveva accettato come sue responsabilità ashramiche. I suoi libri: Trattato sul Regno Angelico ([1,2,3] (1979-1984), I Misteri di Shamballa (1986) e Magia Organizzata Planetaria (1987) riassumono il lavoro della sua vita, cioè rispondono ai propositi del Triplice Progetto Gerarchico” che, secondo questo autore, gli furono affidati dai suoi piani interiori.
In tutti i suoi insegnamenti diede un messaggio comune. Questo fu la rivelazione di un nuovo Yoga di Sintesi, l'Agni Yoga. Il suo libro Introduzione all'Agni Yoga (1981) descrive i principi generali di questa pratica spirituale che, secondo quanto assicura l'autore, trascende tutte le discipline spirituali nella vita dei discepoli moderni.
Vicente Beltrán Anglada morì il 30 settembre del 1988 con il pensiero di aver fatto tutto il possibile per portare un po' più di Luce alla coscienza dell'Umanità.

## Opere
- La Gerarchia, Gli Angeli Solari e l'Umanità
- I Misteri dello Yoga
- Conversazioni Esoteriche
- Introduzione all'Agni Yoga
- Mie Esperienze Spirituali
- Le forze Occulte della Natura
- Strutturazione Devica delle Forme
- Gli Angeli nella Vita Sociale Umana
- I Misteri di Shamballa
- Magia Organizzata Planetaria
- Diario Segreto di un Discepolo
- La Venuta dell'Istruttore del Mondo
- Magia Bianca